# Franciska
Franciska, de nom original María Francisca del Toro (Barcelona, circa 1938), és una cantant catalana d'origen porto-riqueny activa entre els anys 1961 i 1973. És mare de la també cantant Rebeca, germana del cantant Eliseo del Toro i tia de l'actor porto-riqueny Benicio del Toro. Tot i que el gruix de la seva discografia és en castellà, té també alguns discs en català.

## Biografia
María Francisca del Toro va nàixer a Barcelona, on els seus pares havien arribat a la dècada del 1940 des de Puerto Rico. Va iniciar-se al món musical de la mà del seu germà Eliseo del Toro, cantant melòdic de boleros que havia debutat l'any 1961. Eliseo li aconseguí la seva primera prova i el primer contracte discogràfic amb la casa Belter l'any 1962. El seu primer disc, "Serenata/Melodia del Corazón Roto/Yo no Quiero Llorar/Daniela", té un estil semblant al del seu germà amb cançons lentes i boleros. Aquell any també participà en la semifinal espanyola a Festival de la Cançó d'Eurovisió 1962, guanayant Víctor Balaguer i Esteve la final. Amb només un EP publicat, Franciska deixa Belter i fitxa per Polydor l'any 1963. Allà, cambiaria d'estil per adaptar-se al nou estil de moda ye-ye. En el seu primer EP per a Polydor, "Los Comediantes", destaca l'adaptació del tema homònim de Charles Aznavour i d'un tema de Sam Cooke anomenat "Twistin’ the night away". El mateix any participà en la Vè Festival de la Cançó Mediterrània amb el tema "Paz", de Josep Solà i Sànchez i Carlos Laporta Segarra i co-interpretat amb el grup Los TNT. Aquell any guanyarien el certàmen Salomé i Raimon amb la cançó en català "Se'n va anar", tot i que el tema defensat per Franciska quedà en segon lloc consagrant-la així en el panorma musical del moment.
L'any següent, Franciska participà en el VIé Festival de la Cançó Mediterrània amb la peça "Montserrat", de Fina de Calderón. El tema fou descalificat abans d'arribar a la final, però d'aquest festival tragué un EP homònim. També tingué una discreta intervenció al Festival Internacional de la Cançó de Mallorca, però les seves majors vendes aleshores foren d'adaptacions de cançons estrangeres com ara "Anyone who had a heart" interpretades originalment per Cilla Black i Dionne Warwick o "People" de Barbra Streisand. Participà també discretament en la final al Festival de la Cançó d'Eurovisió 1965 amb el tema "El Hombre y el Toro", que ni fou elegida (quedà en 11a posició) ni enregistrada. L'any 1966 tornà a la VIIIè Festival de la Cançó Mediterrània cantant el tema "Piénsalo bien" amb José María Planas i aconseguint la huitena posició en el concurs. Franciska donà el salt cap al segell discogràfic RCA Victor enregistrant un senzill en català: "Boira/Sóc d'un altre", el qual tingué poca difusió.
Després d'un període de pocs èxits i amb la moda ie-ie tocant a la fi, la productora Maryní Callejo li proposa presentar-se juntament amb Nino Bravo a la preselecció espanyola del Festival de la Cançó d'Eurovisió de 1970 amb el tema "Esa será mi casa". Tot i no guanyar, la parella fou elegida per a participar en el Festival de Knokke, a Bèlgica, i fer gal·les televisives a diversos països d'Europa. El seu últim disc fou un EP per a Movieplay produït per Callejo amb el títol de "Nunca, nada" que no assolí cap èxit.
L'any 1978 nasqué la seva primera i única filla amb el pintor José María Pous, amb qui s'havia casat a principis dels 70, la que més tard seria coneguda com a cantant Rebeca Pous del Toro. L'any 2018, després de la mort del seu marit, Franciska revel·là que la seua filla, la cantant Rebeca, era fruit d'una relació amb el famós periodista de Televisió Espanyola (TVE) Jesús Hermida.

## Discografia[14]
- "Serenata/Melodia del Corazón Roto/Yo no Quiero Llorar/Daniela", EP - Belter (1962)
- "Paz", EP - Polydor (1963)
- "Los Comediantes", EP - Polydor (1963)
- "En el VI Festival de la Canción Mediterránea", EP - Polydor (1964)
- "Uno de Tantos", EP - Polydor (1964)
- "Que lindo es", EP - Polydor (1964)
- "Verano en Palma de Mallorca", EP - Polydor (1964)
- "Más éxitos de Franciska", EP - Polydor (1964)
- "No Digas Nada-Mi Les Tipota", EP - Polydor (1965)
- "Hasta más ver", EP - Polydor (1965)
- "Una casa no es un hogar", EP - Polydor (1965)
- "People", EP - Polydor (1965)
- "Piénsalo Bien/Sunny/Sin Fin/Si Sale El Sol", EP - Polydor (1966)
- "Tengo Un Mal Por Ti", EP - Polydor (1966)
- "La Cançó del Timbaler", EP - Polydor (1966)
- "Los Comediantes", EP - Pérgola (1966)
- "Mensaje Navideño De Reloj Radiant", SG - Radiant (1966)
- "Boira/Sóc d'un altre", SG - RCA Victor (1968)
- "Écoute le Temps", EP - RCA Victor (1968)
- "Lluvia", SG - Palobal (1970)
- "Nunca, Nada", SG - Movieplay (1973)